# Chalcovietnamicus logunovi
Espèce
Chalcovietnamicus logunovi est une espèce d'araignées aranéomorphes de la famille des Salticidae.

## Distribution
Cette espèce est endémique du Selangor en Malaisie,. Elle se rencontre vers Ulu Gombak.

## Description
La carapace du mâle holotype mesure 1,80 mm et l'abdomen 1,86 mm et la carapace de la femelle paratype 1,74 mm et l'abdomen 1,86 mm.

## Systématique et taxinomie
Cette espèce a été décrite par Yu, Maddison et Zhang en 2023.

## Étymologie
Cette espèce est nommée en l'honneur de Dmitri V. Logunov.

## Publication originale
- Yu, Hoang, Maddison & Zhang, 2023 : « Review of Chalcovietnamicus Marusik, 1991, with description of four new species (Araneae, Salticidae, Euophryini). » Zootaxa, no 5336(4), p. 451-480.